# Domenico Lovisato
Domenico Lovisato (Izola, 12 de agosto de 1842 – Cagliari, 23 de febrero de 1916) fue un geólogo, paleontólogo, paletnólogo (arqueología prehistórica) y patriota italiano. Fue uno de los primeros defensores de la teoría de la deriva continental.

## Biografía
Nació en Izola, por entonces perteneciente al Reino lombardo-véneto, en una familia originaria del Friul pero radicada en Istria durante al menos dos generaciones. Fue el tercero de cinco hijos. En 1850 quedó huérfano de padre, en pésimas condiciones financieras. Aun así pudo realizar sus estudios, desde la escuela de enseñanza básica hasta la secundaria, gracias a la ayuda de familiares y amigos.
En los últimos años de la escuela secundaria comenzó a desarrollar ideas y sentimientos irredentistas que le costaron varias sanciones de las autoridades austriacas después de convertirse en protagonista de las protestas estudiantiles. Una vez terminados los estudios secundarios en 1862, se inscribió en el curso de matemáticas en la Universidad de Padua, controlado constantemente por la policía por sus fuertes ideales irredentistas.
Fue arrestado ocho veces y en 1864 enfrentó un juicio por alta traición pero fue absuelto por falta de pruebas. En 1865 fue expulsado de todas las escuelas en el Imperio de los Habsburgo. Después de la guerra de 1866 contra Austria, se ofreció como voluntario y luchó en Trentino, ganándose la estima de Giuseppe Garibaldi.
Se graduó en enero de 1867, año en el que comenzó una carrera como profesor de Física y Matemáticas en Sondrio. Durante su permanencia en esta ciudad, donde se apasionó por las ciencias de la Tierra, se convirtió en geólogo, influido por una estrecha amistad con Torquato Taramelli, uno de los padres de la geología moderna italiana. También conoció en esa época al ingeniero, geólogo y alpinista Felice Giordano. Luego fue profesor en escuelas en Sácer en 1874, Agrigento en 1875 y Catanzaro en 1876. En Catanzaro permaneció dos años realizando investigaciones geológicas y paletnológicas, que le valieron su nombramiento en 1878 como profesor extraordinario de mineralogía en la Universidad de Sassari.
Un manuscrito del discurso que pronunció en Sondrio en 1874 propone una teoría de la deriva continental cuarenta años antes de que Alfred Wegener propusiera formalmente su teoría. Lovisato señaló la extraordinaria similitud entre la costa de América del Sur y África y sugirió que los dos continentes podrían haber estado vinculados. Sin embargo, su manuscrito nunca se publicó, tal vez debido a la falta de un marco científico para tal teoría en ese momento.

### La expedición a Tierra del Fuego y la Patagonia
Felice Giordano, director del Comité Geológico de Italia, recomendó que se le pidiera a Lovisato que se uniera a una expedición a la Patagonia y Tierra del Fuego patrocinada por el Instituto Geográfico Argentino. 
La expedición, dirigida por Giacomo Bove, y con un equipo científico conformado por el botánico Carlos Luis Spegazzini, el ictiólogo Decio Vinciguerra y el geógrafo Giovanni Roncagli se desarrolló entre diciembre de 1881 y septiembre de 1882. Lovisato, inicialmente vicepresidente de la comisión científica, ejerció diversas tareas como demuestran las declaraciones en sus diarios, que cubren una amplia gama de temas sobre geología, paleontología, botánica y etnografía.
Los reconocimientos, los honores conquistados en el campo de la ciencia y las ofertas del gobierno argentino para mantenerlo en Sudamérica no convencieron a Lovisato, que decidió regresar a Italia. La Sociedad Geográfica Italiana puso a disposición de los miembros de la misión el «Boletín» de la asociación y lo nombró miembro correspondiente como así también a Vinciguerra y Roncagli, mientras que a Bove se lo nombró miembro honorario de la Sociedad.

### La vuelta a Cerdeña
Llegado a la isla de Istria, se le notificó la pérdida de su ciudadanía austríaca, por lo tanto debió ir a Cerdeña.
En 1884 fue nombrado profesor de geología y mineralogía en la Universidad de Cagliari, cargo que ocupó durante los siguientes treinta años. Durante ese período realizó investigaciones y publicó más de cien títulos, muchos sobre la geología de Cerdeña, publicados por la Accademia dei Lincei; también fundó la sede del Club Alpino Italiano en Sácer y organizó la construcción del refugio La Marmora sobre el pico del mismo nombre en el Gennargentu, obra en homenaje a Alberto Lamarmora, naturalista italiano del cual se convierte en heredero académico y científico continuando con sus investigaciones, por ejemplo, las formaciones calcáreas del sistema montañoso que rodea la ciudad de Cagliari. Durante algunos años dirigió el Jardín Botánico de Cagliari, compilando un índice botánico y difundiendo el conocimiento de la naturaleza de la isla entre los sardos.
La contribución de las investigaciones de Lovisato a la paleontología sarda fue muy importante, concentrándose mayormente en la era terciaria y los fósiles del Mioceno, el Eoceno y el Plioceno; fue autor de numerosas contribuciones científicas dedicadas al Clypeaster (erizos irregulares) del Mioceno de Cerdeña, descubrió minerales raros en la zona, como la rosasita en Sulcis y una especie de vanadato cerca de Ozieri, descubrió y analizó desde el punto de vista petrográfico cientos de objetos de la Edad de Piedra y el período prenurágico e identificó tumbas, hipogeos, domus de Janas, cuevas naturales y cuevas artificiales utilizadas por los primitivos.

### Últimos años
A pesar de que su tiempo estuviera dedicado al trabajo de investigador y maestro, en la mente de Lovisato quedó siempre un fuerte sentido patriótico. El odio en las confrontaciones del Imperio austrohúngaro alcanzó su ápice en mayo de 1915, cuando solicitó, ya anciano, su inscripción como voluntario en el frente italiano de la Primera Guerra Mundial. Su gesto fue muy apreciado, pero no pudo disfrutar de la victoria sobre el enemigo austríaco. Murió en Cagliari el 23 de febrero de 1916; su tumba está situada en el cementerio monumental de Bonaria en Cagliari.

## Publicaciones
Algunas de sus publicaciones:
- Di alcune armi e utensili dei Fueghini, e degli antichi Patagoni. Roma: Accademia dei Lincei, 1883. OCLC 9805835
- Cenni geografico-etnografico-geologici sopra l'Istria. Sassari: Tipografia Azuni, 1883. OCLC 560827074
- Fibularidi e Clipeastridi Miocenici della Sardegna.OCLC 21024490
- Strumenti litici e brevi cenni geologici sulle provincie di Catanzaro e di Cosenza. Roma: Salviucci, 1878. OCLC 860007861
- Nuove specie di Clypeaster miocenici sardi dal vulcano S. Matteo di Ploaghe per Nurecci e Senis alla regione Fraos nella Planargia e alla'amba del Capo della Frasca.OCLC 21024517
- Contribuzione alla preistoria calabrese: memoria. Memorie della R. Accademia nazionale dei Lincei, Classe di scienze fisiche, matematiche e naturali. A. 282 (1884-1885) = s. 4, vol. 1 (1885), p. 336-348. OCLC 982254178